# 东山区 (果敢县)
东山区，是缅甸联邦第一特区果敢县下辖的一个区。

## 行政区划
东山区下辖以下等乡镇：
- 太平乡：老八寨村、南湖塘村、联邦新村、石园子村
- 民族乡
- 和平乡：杨德山村、小勐乃村、大油树村、下新寨村、红星村
- 道水乡：树根水村、光山村